# Моника Ромић
Моника Ромић (Добој, СФРЈ, 2. август 1972) српска је филмска и позоришна глумица.
Моника Ромић је дипломирала на Академији уметности у Новом Саду.

## Филмографија[2]
| Год.       | Назив                               | Улога                        |
| ---------- | ----------------------------------- | ---------------------------- |
| 1990-е     |                                     |                              |
| 1991.      | Театар у Срба                       |                              |
| 1994.      | Вуковар, једна прича                | Ратка                        |
| 1995.      | Симпатија и антипатија              | Јелица                       |
| 1996.      | Мали кућни графити (ТВ серија)      |                              |
| 1996-1997. | Горе-Доле (ТВ серија)               | колегиница                   |
| 1996-1997. | Зона брака                          | жена                         |
| 1997.      | Грозница суботње вечери (ТВ серија) |                              |
| 1997.      | Мала школа живота (ТВ серија)       |                              |
| 1997-1999. | Зона брака (ТВ серија)              | Жена 1997-1998               |
| 2000-е     |                                     |                              |
| 2007.      | Љубав и мржња                       | Виолета                      |
| 2010-е     |                                     |                              |
| 2015.      | Једне летње ноћи (ТВ серија)        | Госпођа Зупанчић             |
| 2015.      | Жене са Дедиња                      | Сузана Вакић                 |
| 2015.      | Једне летње ноћи                    | госпођа Зупанчић             |
| 2015.      | Луд, збуњен, нормалан               | Сузи 2                       |
| 2016.      | Главом кроз зид                     | медицинска сестра, комшиница |
| 2016.      | Посматрачи                          | Милица                       |
| 2016.      | Mayhem                              |                              |
| 2017.      | Козје уши                           | полицајка Даца               |
| 2017.      | Балада о Пишоњи и Жуги              |                              |
| 2020-е     |                                     |                              |
| 2021.      | Феликс (ТВ серија)                  | Драганова мајка              |
| 2024.      | Тајна винове лозе                   | Клара Хорват                 |
| 2024.      | Закопане тајне                      | Јања Новаковић               |

### Позоришне улоге
- Отело режија Стево Жигон, Културни Центар Нови Сад
- Око комедије дел арте, режија Петар Банићевић Нови Сад
- Љубичица, режија Ференц Молнар, Бен Акиба, Нови Сад
- Нови светски поредак, режија Јовица Павић СКЦ, Звездара театар
- Путујуће позориште Шопаловић, режија Егон Савин, Српско народно позориште
- Кременко и Каменко, режија Марко Стојановић
- Бејрут, режија Љубиша Матић Студентски културни центар Београд
- Мува и аналфабета, режија Бранислав Нушић
- Силе у ваздуху Позориште младих, Нови Сад
- Златна рибица Позориште Пуж
- Пепељуга, Позориште Пуж
- Прерушени, Српско народно позориште Нови Сад
- Успавана лепотица, Позориште Пуж
- Свемирко и немирко, Позориште Пуж
- Џиновска торта, Позориште Пуж[3]